# Ectropothecium ramuligerum
Ectropothecium ramuligerum är en bladmossart som beskrevs av Hugh Neville Dixon 1937. Ectropothecium ramuligerum ingår i släktet Ectropothecium och familjen Hypnaceae. Inga underarter finns listade i Catalogue of Life.